# ジャイ・シング
ジャイ・シング（Jai Singh, 1611年7月15日 - 1667年8月28日）は、北インドのラージャスターン地方、アンベール王国の君主（在位：1621年 - 1667年）。ムガル帝国の政治家・武将でもある。ジャイ・シング1世（Jai Singh I）とも呼ばれる。
彼はヒンドゥー教徒であったが、ムガル帝国の最も有力な武将の一人でもあり、「ミールザー・ラージャ（Mirza Raja）」の称号を与えられた人物であった。フランス人の旅行家
フランソワ・ベルニエは、「ヒンドゥスターン全土にいるラージャのうち、最も強力で裕福な者の一人で、抜け目のなさでも帝国中で指折りの人物」、と語っている。

## 生涯

### 即位
1611年7月15日、ジャイ・シングはアンベール王国の一族であるマハー・シングの息子として生まれた。
ジャイ・シングは祖父は故王太子のジャガト・シングであり、曾祖父はアンベール王マーン・シングであった。マーン・シングはかつて、皇帝アクバルの武将として尽力した有能な人物であった。
1621年12月13日、大叔父でアンベール王であったバーウ・シングが死亡した。彼には息子がいなかったため、ジャイ・シングが後を継いだ。

### 帝国軍での地位上昇

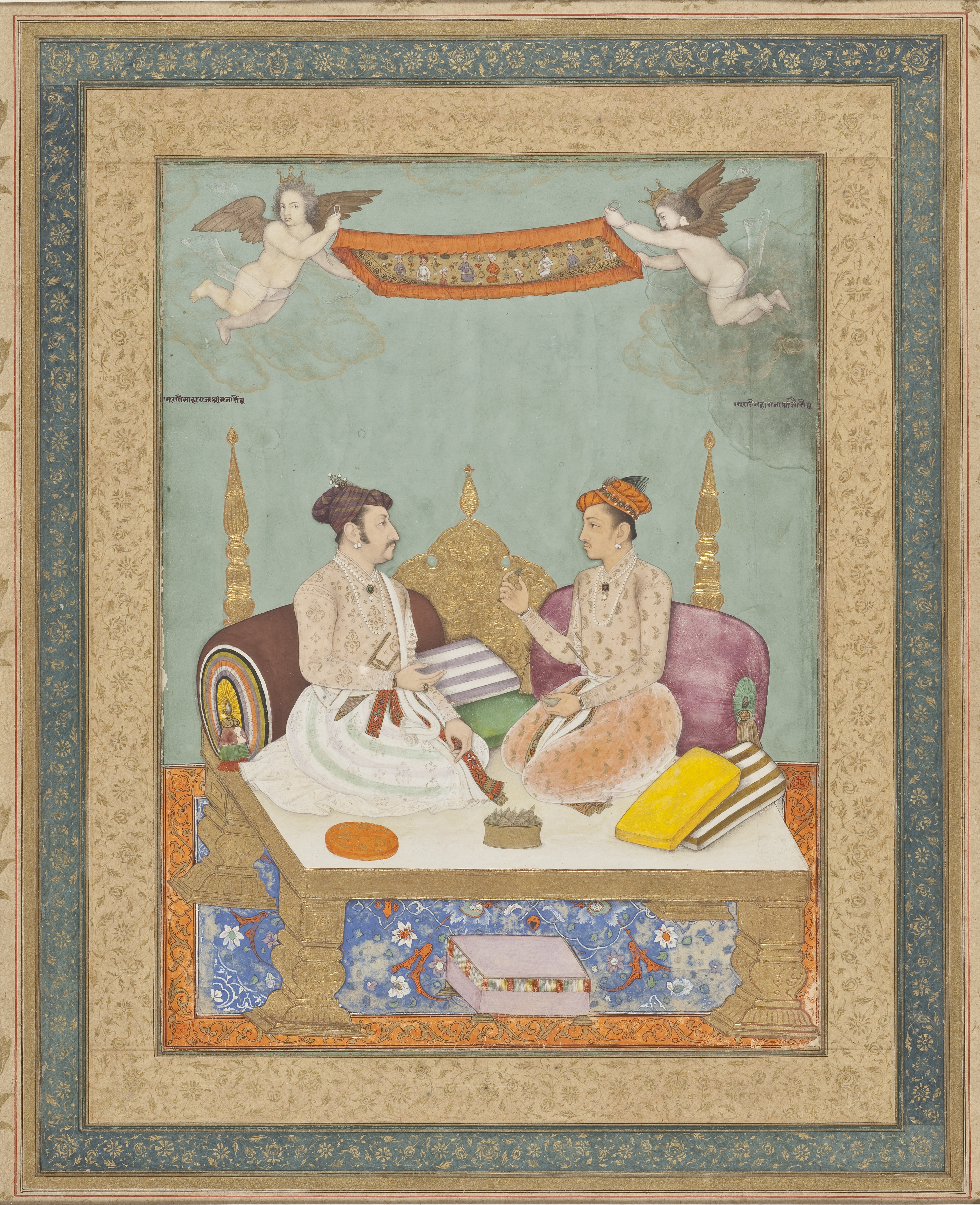
マールワール王ガジ・シング（左）と面会するジャイ・シング（右）

1628年、ジャイ・シングはデカン総督ハーン・ジャハーン・ローディーが反乱を起こした際、ジャイ・シングは王国を離れてその追討に参加し、最終的に彼を敗北させた。これにより、彼は4000人の司令官となった。
1636年、ジャイ・シングが主導でのデカン・スルターン朝への遠征が行われ、その帰途にはゴンドワナ地方のゴンド王国を攻撃した。その功績により、彼はさらに5000人の司令官に昇進し、アジュメールの領土も与えられた。
また、ジャイ・シングはアジュメール北部にいた強盗などを働くメオ族を破り、その地域を完全に掌握し、王国の領土を広げた。

### ムガル・サファヴィー戦争への参加
1638年にサファヴィー朝の支配下にあったカンダハールの砦は、その司令官アリー・マルダーン・ハーンによってムガル帝国に引き渡され、その支配下に移った。
ジャイ・シングは皇帝シャー・ジャハーンの命によって、皇帝の息子シャー・シュジャーとともにカンダハールの砦へと送られた。これはサファヴィー朝への威圧で、さらにはその干渉を防ぐためでもあり、彼はカーブルで 50,000 の強力な軍隊を集めた。
このとき、ジャイ・シングはシャー・ジャハーンにより、以前に与えられていた彼の曽祖父マーン ・ シングが皇帝アクバルによって与えられた「ミールザー・ラージャ」の称号を授けられた。
のち、ジャイ・シングは中央アジアのバルフとバダフシャーンの征服に参加し、簡単にこの領土を征服に成功した。だが、この荒涼とした貧困地帯の征服は長く続かなかかず、1647年に撤退した。
1649年、サファヴィー朝のアッバース2世がカンダハールを取り戻すと、ジャイ・シングは再び皇子アウラングゼーブとともにカンダハールへと派遣された。彼は軍司令官の一人として戦ったが、大砲と弾薬の不足により奪還に失敗した。
1653年、ジャイ・シングは皇子ダーラー・シコーとともに再びカンダハールの奪還に向かった。だが、ダーラー・シコーには軍事的才能がなく、彼の軍は大きな損害を被った。そして、ダーラー・シコーの軍勢が同様に失敗したとき、帝国によるカンダハールの奪回計画は終了した。
その後、ダーラー・シコーはジャイ・シングをあまり快く思わなくなり、マールワール王ジャスワント・シングを贔屓し、ジャイ・シングと同格の6,000人の軍司令官に昇進させ、マハーラージャの称号を与えた。

### 皇位継承戦争において

#### バハードゥルプルの戦い

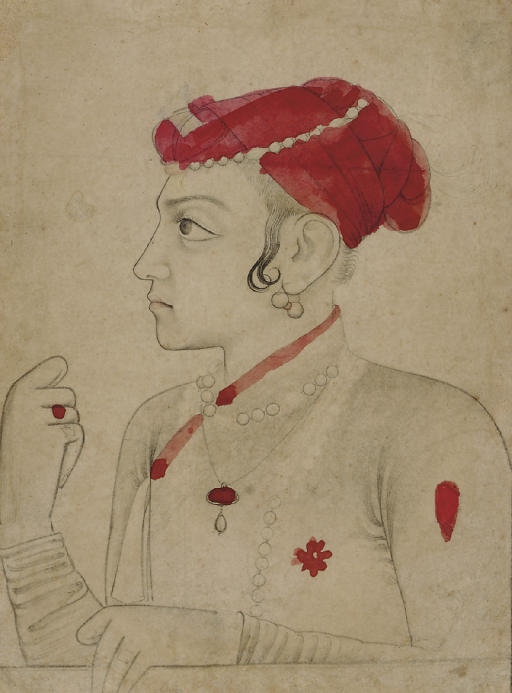
スライマーン・シコー

1657年9月、皇帝シャー・ジャハーンが重病となり、父ダーラー・シコーはその3人の弟シャー、アウラングゼーブ、ムラード・バフシュと皇位をめぐって争うこととなった。
11月、シャー・シュジャーがベンガルで即位したのちアーグラに向かっているという報告を聞き、ダーラー・シコーは息子スライマーン・シコーにジャイ・シングとディリール・ハーンをつけてその討伐に向かわせた。このディリール・ハーンという人物はアフガン人（パターン人）であり帝国の重立った武将であったが、ジャイ・シングとは親友の関係にあり、常にその意向に従うようにしていた。
討伐に向かう前、シャー・ジャハーンはジャイ・シングに対して、絶体絶命にならない限りは戦端を開かぬこと、アウラングゼーブとムラード・バフシュの首尾不首尾を見極めた暁のために戦力を温存しておくこと、を命令した。彼もまた、皇族を、ましてや皇帝の息子を手に掛ける気はなかったのでこれに了承した。
1658年2月14日、スライマーン・シコー率いるダーラー・シコーの軍勢はアーグラに向かっていたシャー・シュジャーとその軍に遭遇した。スライマーン・シコーは血気盛んな若者で、シャー・シュジャーもまたアーグラへと急いでおり、ジャイ・シングの力で交戦を阻止するのは不可能だったため、両軍は交戦状態となった（バハードゥルプルの戦い）。
スライマーン・シコーはこの戦闘において奮闘し、敵軍は混乱状態となり、シャー・シュジャーは敗走した。スライマーン・シコーの軍勢は数日間のあいだ追撃したが、のちに追撃をやめてアーグラへと引き返した。とはいえ、彼はシャー・シュジャーから大砲を何問か鹵獲し、この戦いで人々から名声を得ることとなった。

#### スライマーン・シコーへの裏切り
6月8日、ダーラー・シコーはアウラングゼーブとムラード・バフシュの連合軍にアーグラ付近のサムーガルで敗れ敗れ、ラホールへと敗走した（サムーガルの戦い）。
スライマーン・シコーは父の敗北を知ると、ジャイ・シングに今後どうするべきか、何度も相談を持ちかけた。アウラングゼーブもまた、ダーラー・シコーが彼の軍の戦力を頼みにするだろうから、ジャイ・シングとディリール・ハーンに何通も手紙を送り、彼を捕えて自分の味方にするように言った。
ジャイ・シングは親友のディリール・ハーンに相談したのち、スライマーン・シコーにアウラングゼーブから来た手紙を見せ、彼を捕まえるように命じている点に注意した。彼はディリール・ハーンやダーウード・ハーンといったほかの将軍らも信用できず、ガルワール王国の首都シュリーナガル（スリーナガル）に向かうのが最善の策だといい、そこのラージャはアウラングゼーブに味方していないから、その地で情勢を見守って好きな時にいつでも山を下りればいいといった。
スライマーン・シコーは今後はジャイ・シングをあてにできないと悟り、荷物をまとめてシュリーナガルを目指すように命令した。彼を慕う軍人やサイイドの多くは彼に付き従い、ついていく準備をする者もいたが、なかにはジャイ・シングに付いていく者もいた。
だが、スライマーン・シコーが出発したのち、ジャイ・シングはディリール・ハーンとともに兵を送ってその荷物を襲わせ、とりわけルピー金貨を積んだ象を一頭奪い取った。そのため、彼の軍勢は大混乱に陥り、彼を見捨てて逃げる者もいたが、農民の略奪や追剥にも会い、何人かが殺害された。
その後、ジャイ・シングは部下を率いてその場を離れ、並大抵ではない速さでアウラングゼーブのもとへと向かった。

#### アウラングゼーブへの帰順
8月、新たな皇帝アウラングゼーブはラホールにいたダーラー・シコーに追撃をかけ、ムルターンからラホールへと向かう途中、ジャイ・シング率いるラージプート4、5千名の軍勢と遭遇した。
この時、アウラングゼーブは何の知らせも受けていなかったため大層驚き、ジャイ・シングがデリー方面にいると思っていたため、まさに不意を突く形となった。また、彼がシャー・ジャハーンを深く慕っているのは知っており、この機に自分を捕え（彼の軍はこのとき後方にいた）、シャー・ジャハーンを幽閉から解放するのではないか心配した。
だが、アウラングゼーブは少しもあわてることなく、顔色も変えずにまっすぐジャイ・シングのところまで行き、近くに来て話しかけた。このとき、アウラングゼーブは彼を「ラージェージー（ラージャ殿）」、「バーバージー（父上殿）」と呼び、敬意を欠くことなく話しつづけ、さらに「事は終わりでダーラーはもうだめだ。一人になってしまった。ミール・バーバーに追わせたが、もう逃げられまい。」といった。
それから、アウラングゼーブは自分の首にあった真珠の首飾りをジャイ・シングにかけ、
スライマーン・シコーの扱いへの感謝を述べ、さらにはラホールの太守への任命し、自分の軍勢は疲れているからできるだけ早くラホールへと向かうよう命じた。
こうして、ジャイ・シングはアウラングゼーブに帰順し、その忠実な部下となったのであった。

#### ほかのラージャとの交渉
ジャイ・シングは帝国の最も有力な武将であっただけではなく、帝国内にいるほかのラージャにも顔が利く人物でもあった。
一方、スライマーン・シコーはジャイ・シングの裏切りに会いながらも、妻子を連れて旅を続け、やがてシュリーナガルへとついた。スライマーン・シコーはシュリーナガルでラージャの保護を受けながら、山を下りる準備をしていた。
1659年3月にアウラングゼーブが父ダーラー・シコーにアジメール勝利したのち（アジメールの戦い）、ジャイ・シングはシュリーナガルのラージャにスライマーン・シコーを引き渡すよう何度も手紙を書いていた。
だが、シュリーナガルのラージャは戦争になるぞと脅されても、そのような卑劣な行いをするのなら国を失ったほうがましだ、と返答し、アウラングゼーブはシュリーナガルと先端を開いた。シュリーナガルの山地は軍勢が入れるような場所ではなく、帝国軍はおびただしい工兵を使って岩山を切り開いたが、岩山だけで侵攻を防ぐことが出来るほどだったので、仕方なく引き返した。
とはいえ、ダーラー・シコーとその息子シピフル・シコーがカッチ王国のラージャの元へと逃げた際、ジャイ・シングはそのラージャに彼らを領土から追い出すように説得し、彼らは仕方なくその領土を出ざるを得なくした。
ダーラー・シコーの処刑後、ジャイ・シングはアウラングゼーブの命令でシュリーナガルに手紙を書き交渉し、自身もまたひそかに手紙を送った。そのうえ、近隣のラージャたちも買収し、アウラングゼーブの命令で戦争を行うとさえ言った。
結局、シュリーナガルのラージャもさすがにその意思がぐらつき、ついに引き渡しに応じてしまい、スライマーン・シコーはデリーに連行された。

### シヴァージーの討伐

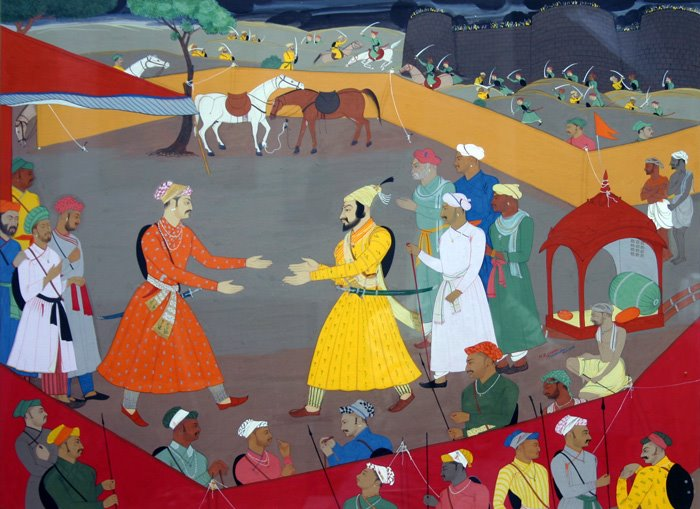
ジャイ・シングとシヴァージー

さて、ムガル帝国の皇位継承戦争は終結したが、帝国は常に戦争状態にあったことは言うまでもない。
1660年頃から新興勢力であるマラーターの指導者シヴァージーが台頭し、ムガル帝国領を荒らすようになった。そして、1664年にはグジャラートの重要都市スーラトを略奪し、多額の金品を奪った。
ジャイ・シングはその副将ディリール・ハーンなどとともに、大軍をともなってデカンに赴き、1665年3月3日にプネーに入城し、同月15日にシヴァージーのいるプランダル城に向かった。
ジャイ・シングは、マラーターの奇襲攻撃から味方の被害を少なくするために大軍で行動せず、ビジャープル王国やシヴァージーと敵対する勢力で包囲網を形成し、少しずつ追い詰めていった。
同月31日からムガル帝国軍はプランダル城を包囲し、大砲や銃で攻撃しつつも、シヴァージーとジャイ・シングは書簡のやりとりをしていた。その間、4月15日にディリール・ハーンはプランダル近くのヴァジュラガド城を落としている。
そして、6月11日にジャイ・シングはシヴァージーに最後の書簡を渡し、6月12日から6月13日にかけて、プランダル条約が結ばれ、事実上降伏させた。条約の内容は、シヴァージーはムガル帝国の宗主権を認め、12の城塞と一万ルピーのある土地だけを領有をみとめられ、ムガル帝国のデカン地方における遠征への参加し、その見返りとしてマンサブが与えられることとなった。
ジャイ・シングは、デリーの宮廷にいるアウラングゼーブにこのことを知らせ、9月27日に条約を認める勅状（ファルマーン）が彼のもとに届いた。
同年11月、シヴァージーはラーイガド城を離れ、ジャイ・シングとともにビジャープル王国への攻撃を行い、12月24日からビジャープル軍と1週間にわたって大規模な戦闘を行った。
1666年1月、ジャイ・シングは戦闘後、シヴァージーに宮廷に赴くよう説得し、彼が身の安全を保障するといったので、アウラングゼーブとあう事となった。

### 晩年と死
だが、同年にアーグラに幽閉状態となっていたシヴァージーが脱走する事件が起きた。その後、息子ラーム・シングが対立する一派により、その脱走を援助したという嫌疑をかけられてしまう。
ジャイ・シングは息子にかかった嫌疑を晴らす必要が出てきたため、デカン遠征から帰還した。だが、1667年8月28日に彼はその帰途、ブルハーンプルで病没した。